# Купчик Олег Романович

Олег Романович Купчик (*11 липня 1979, смт. Козова Тернопільської області) — український історик, фахівець у галузі історії міжнародних відносин. Кандидат історичних наук, доцент кафедри нової і новітньої історії зарубіжних країн Київського національного університету імені Тараса Шевченка.

## Біографія
Закінчив Козівську СЗОШ № 1 (1996).
Вступив на історичний факультет Київського національного університету імені Тараса Шевченка (1996), який закінчив за спеціальністю «Історія» та здобув кваліфікацію історика, викладача історії (2001).
Вступив до аспірантури Київського національного університету імені Тараса Шевченка (2001), яку успішно закінчив (2004).
Захистив дисертацію на здобуття наукового ступеня кандидата історичних наук на тему «Зовнішньополітична діяльність уряду УСРР (1920—1923 рр.)» (2005).
Закінчив Київський університет права Національної академії наук України за спеціальністю «Правознавство» та здобув кваліфікацію «юрист» (2012).
Працював вчителем історії СЗОШ № 78 м. Києва (2002—2003), викладачем історії та правознавства ВПУ-26 м. Києва (2003—2004), асистентом кафедри гуманітарних дисциплін ВМУРОл «Україна» (2004—2005), асистентом кафедри теорії та історії держави і права Національного транспортного університету (2005—2006). З 1 грудня 2006 р. працює на історичному факультеті Київського національного університету імені Тараса Шевченка: асистентом, доцентом кафедри історії для гуманітарних факультетів, доцентом кафедри нової і новітньої історії зарубіжних країн.

## Науковий доробок
О. Р. Купчик є автором 140 наукових та навчально-методичних публікацій.
Сфера наукових інтересів: зовнішня політика та дипломатія УСРР 1919—1923 рр., зовнішня торгівля України 1917—1923 рр., Українсько-азербайджанські відносини, студентський рух в Києві 1900—1917 рр., розвиток профтехосвіти в м. Києві 1943—1991 рр.
Монографії
- Азербайджан й Україна на перехрестях історії та культури: Науковий збірник. — Ніжин: Вид-во НДУ, 2017. — 235 с. (співупоряд.).
- Кавказознавчі читання: Збірник матеріалів міжнародного науково-практичного семінару, присвяченого 100-річчю утворення АДР та 100-річчю встановлення дипломатичних відносин між Азербайджанською Демократичною Республікою та Українською Державою. — Ніжин: Вид-во НДУ, 2018. — 183 с. (співупоряд.).
- Зовнішньополітична діяльність уряду УСРР (1919—1923 рр.): між українською формою та радянським змістом: Монографія. — К.: Тернограф, 2011. — 264 с.

- Украинско-азербайджанские политические отношения: история и современность: Монография. — К.: Издательский дом Дмитрия Бураго, 2012. — 160 с. (у співавт.).

- Студенты-азербайджанцы города Киева в общественно-политической жизни Украины (1900—1917 гг.). К., 2013 (у співавт.).

- Студентство міста Києва у суспільно-політичному житті України (1900—1917 рр.). К., 2013 (у співавт.).

Наукові статті:
- Закордонний відділ ЦК КП(б)У — спецслужба українських більшовиків // Вісник Київського національного університету імені Тараса Шевченка. Історія. — К., 2002. — Вип. 62. — С. 44-48.

- Встановлення дипломатичних відносин між УСРР та Естонською республікою (1920—1921 рр.) // Вісник Академії праці і соціальних відносин Федерації профспілок України. — К., 2007. — С. 109—112.

- Встановлення дипломатичних відносин між УСРР і Латвійською республікою (1920—1922 рр.) // Часопис української історії: Збірник наукових статей. — К., 2007. — Вип. 7. — С. 94-97.

- Встановлення дипломатичних відносин між УСРР і Литовською республікою (1920—1921 рр.) // Наукові записки: збірник наукових статей / Міністерство освіти і науки України. Національний педагогічний університет імені М. П. Драгоманова (серія педагогічні та історичні науки). — К., 2007. — Випуск LXVI (66). — С. 226—233.

- Зовнішньополітична діяльність уряду УСРР (1919—1923 рр.) // Історичний журнал. — 2007. — № 6. — С. 100—111.

- Участь УСРР в радянській зовнішній політиці в контексті утворення СРСР (1922—1923 рр.) // Історичний журнал. — 2008. — № 4. — С. 100—115.

- «Використовуючи один одного»: взаємовідносини між УСРР і Турецькою республікою на початку 1920-х років // Україна — Туреччина: історія культурних зв'язків та співробітництво на сучасному етапі: зб. наук. праць. — К.: ВПЦ «Київський університет», 2011. — С. 119—126.
- Туреччина в зовнішній торгівлі УСРР (1921—1923 рр.) // Україна дипломатична. — К., 2018. — Вип. XIX. — С. 114—129.